# Bannay (Marna)
Bannay è un comune francese di 22 abitanti situato nel dipartimento della Marna nella regione del Grand Est.

## Società

### Evoluzione demografica
Abitanti censiti